# Cantonul Chambéry-Sud
Cantonul Chambéry-Sud este un canton din arondismentul Chambéry, departamentul Savoie, regiunea Rhône-Alpes, Franța.

## Comune
- Chambéry (parțial)